# Guitar Hero: Metallica
Guitar Hero: Metallica is een muziekspel ontwikkeld door Neversoft en uitgegeven door Activision. Het spel werd op 29 maart 2009 in Noord-Amerika uitgebracht voor de PlayStation 3, Wii en Xbox 360, en op 14 april voor de PlayStation 2. Een Europese editie werd op 29 mei uitgebracht. Guitar Hero: Metallica is het tweede spel in de serie Guitar Hero dat zich richt op de carrière van één band na Guitar Hero: Aerosmith.
Het spel is gebaseerd op Guitar Hero World Tour, met ondersteuning voor gitaar, basgitaar, drums en zang. Het heeft veel overeenkomsten met World Tour en de mogelijkheid zelf liedjes te maken en te delen met "GHTunes". Toegevoegd aan de normale moeilijkheidsgraden in Guitar Hero World Tour heeft Guitar Hero: Metallica de moeilijkheidsgraad "Expert+" voor de drums, wat een tweede bassdrumpedaal vereist om de drumstijl van Metallica's Lars Ulrich te evenaren. Het spel bevat 28 master recordings die Metallica's carrière omvat en 21 extra liedjes, die door de leden van Metallica uitgekozen zijn. De band heeft veel aan motion capture gedaan voor hun in-game avatars. Het spel biedt daarnaast nog verschillende extraatjes.

## Lijst met nummers
| Jaar | Titel                           | Artiest                              |
| ---- | ------------------------------- | ------------------------------------ |
| 2008 | "Ace of Spades"                 | Motörhead                            |
| 1994 | "Albatross"                     | Corrosion of Conformity              |
| 2008 | "All Nightmare Long"            | Metallica                            |
| 1982 | "Am I Evil?"                    | Diamond Head                         |
| 1980 | "Armed and Ready"               | Michael Schenker Group               |
| 1986 | "Battery"                       | Metallica                            |
| 2007 | "Beautiful Mourning"            | Machine Head                         |
| 2008 | "The Black River"               | The Sword                            |
| 2004 | "Blood and Thunder"             | Mastodon                             |
| 1976 | "The Boys Are Back in Town"     | Thin Lizzy                           |
| 2008 | "Broken, Beat & Scarred"        | Metallica                            |
| 1984 | "Creeping Death"                | Metallica                            |
| 2008 | "Cyanide"                       | Metallica                            |
| 1994 | "Demon Cleaner"                 | Kyuss                                |
| 1986 | "Disposable Heroes"             | Metallica                            |
| 1988 | "Dyers Eve"                     | Metallica                            |
| 1991 | "Enter Sandman"                 | Metallica                            |
| 2008 | "Evil"                          | Mercyful Fate                        |
| 1984 | "Fade to Black"                 | Metallica                            |
| 1984 | "Fight Fire with Fire"          | Metallica                            |
| 1984 | "For Whom the Bell Tolls"       | Metallica                            |
| 2003 | "Frantic"                       | Metallica                            |
| 1997 | "Fuel"                          | Metallica                            |
| 1978 | "Hell Bent for Leather"         | Judas Priest                         |
| 1983 | "Hit the Lights"                | Metallica                            |
| 1996 | "King Nothing"                  | Metallica                            |
| 1986 | "Master of Puppets"             | Metallica                            |
| 1997 | "The Memory Remains"            | Metallica                            |
| 1998 | "Mercyful Fate" (Medley)        | Metallica                            |
| 1998 | "Mommy's Little Monster" (Live) | Social Distortion                    |
| 1986 | "Mother of Mercy"               | Samhain                              |
| 2008 | "My Apocalypse"                 | Metallica                            |
| 1994 | "No Excuses"                    | Alice in Chains                      |
| 1999 | "No Leaf Clover" (Live)         | Metallica                            |
| 1991 | "Nothing Else Matters"          | Metallica                            |
| 1988 | "One"                           | Metallica                            |
| 1986 | "Orion"                         | Metallica                            |
| 1991 | "Sad but True"                  | Metallica                            |
| 1983 | "Seek & Destroy"                | Metallica                            |
| 1988 | "The Shortest Straw"            | Metallica                            |
| 1999 | "Stacked Actors"                | Foo Fighters                         |
| 1974 | "Stone Cold Crazy"              | Queen                                |
| 1986 | "The Thing That Should Not Be"  | Metallica                            |
| 2001 | "Toxicity"                      | System of a Down                     |
| 1973 | "Tuesday's Gone"                | Lynyrd Skynyrd                       |
| 1976 | "Turn the Page"                 | Bob Seger and the Silver Bullet Band |
| 1991 | "The Unforgiven"                | Metallica                            |
| 1990 | "War Ensemble"                  | Slayer                               |
| 1990 | "War Inside My Head"            | Suicidal Tendencies                  |
| 1986 | "Welcome Home (Sanitarium)"     | Metallica                            |
| 1991 | "Wherever I May Roam"           | Metallica                            |
| 1983 | "Whiplash"                      | Metallica                            |

## Trivia
- Het spel is opgenomen in het boek 1001 Video Games You Must Play Before You Die van Tony Mott.